# Emilien Jeannière
Emilien Jeannière (Saint-Paul-en-Pareds, 26 september 1998) is een Frans wielrenner. Hij komt anno 2023 uit voor TotalEnergies

## Carrière
In 2016 werd hij tweede in de wegwedstrijd voor junioren op het Europese kampioenschap. In 2022 werd bekend dat hij zijn zijn eerste profcontract had getekend bij TotalEnergies, het team waar hij eind 2021 al stage had gelopen. In zowel 2017 als 2021 won hij de Flèche de Locminé, een Franse amateurkoers.
In 2025 maakte Jeannière zijn debuut in de Ronde van Frankrijk. In de derde etappe kwam hij bij de massasprint in Duinkerke zwaar ten val. De daaropvolgende etappe reed Jeannière nog uit, maar daarna werd een gebroken linkerschouderblad geconstateerd. Hierop startte Jeannière niet meer in de vijfde etappe.

## Palmares
2016
2e etappe Ain'Ternational-Rhône Alpes-Valromey Tour
2022
2e etappe Flèche du Sud
Puntenklassement Flèche du Sud
1e etappe Tour de l'Eure et Loire
2024
1e etappe Boucles de la Mayenne
Puntenklassement Boucles de la Mayenne
1e etappe Ronde van Istanbul
Puntenklassement Ronde van Istanbul
Puntenklassement Lotto Cycling Cup
1e en 2e etappe Ronde van Kyushu
Eind- en puntenklassement Ronde van Kyushu

### Resultaten in voornaamste wedstrijden
| Jaar | Ronde van Italië | Ronde van Frankrijk | Ronde van Spanje |
| ---- | ---------------- | ------------------- | ---------------- |
| 2023 |                  |                     |                  |
| 2024 |                  |                     |                  |
| 2025 |                  | opgave              |                  |

| Jaar | Gent-Wevelgem | Parijs-Roubaix | Parijs-Tours |
| ---- | ------------- | -------------- | ------------ |
| 2023 |               |                | 85e          |
| 2024 | 71e           | opgave         | 89e          |
| 2025 | opgave        |                |              |

## Ploegen
- 2021 –  TotalEnergies (stagiair vanaf 1 augustus)
- 2023 –  TotalEnergies
- 2024 –  TotalEnergies
- 2025 –  TotalEnergies

Boasson Hagen · Bodnar · Bonnet · Burgaudeau · Cabot · Cras · de la Parte · Doubey · Dujardin · Ferron · Grellier · Jeannière · Jousseaume · Latour · Manzin · Oss · Ourselin · Sagan · Simon · Soupe · Tesson · Turgis · Van Gestel · Vercher · Vuillermoz · Boniface (stagiair) · Cialone (stagiair) · Grolier (stagiair)
Boniface · Bonnet · Burgaudeau · Cras · Doubey · Dujardin · Ferron · Gachignard · Grellier · Jeannière · Jegat · Jousseaume · Latour · Manzin · Ourselin · Simon · Soupe · Tesson · Turgis · Vadic · Van Gestel · Vercher · Vuillermoz · Boulahoite (stagiair) · Marcerou (stagiair) · Sanchez (stagiair)